# Polirrénia
Polirrénia ou Polyrrhenia (em grego: Πολυρρηνία; romaniz.: Polyrrinia) é uma aldeia e um sítio arqueológico na parte ocidental de da ilha de Creta, Grécia. Administrativamente faz parte da unidade regional de Chania e do município de Císsamos (Cissamos). Situa-se 7 km a sul de Císsamos e da costa do mar de Creta e a 45 km a oeste de Chania (distâncias por estrada).
Na Antiguidade foi uma cidade importante durante o Período Arcaico (c.  800–500 a.C.), contemporânea de Lato e Priniás (que se pensa ser Rizinia). Situada no cimo de um monte, a cidade antiga controlava toda a extremidade ocidental de Creta. De acordo com Estrabão, foi fundada pelos aqueus e lacedemónios, que reuniram no sítio da cidade várias aldeias que existiam dispersas. Distava 30 estádios do mar e 60 estádios de Falasarna e tinha um templo dedicado a Díctina. Em 219 a.C., durante as guerras civis em Creta no período da Liga Aqueia, Polirrénia, que até então tinha sido aliada de Cnossos, virou-se contra esta apoiando Licto. Polirrénia também enviou tropas em auxílio dos aqueus quando os gnossianos apoiaram os etólios.
Continuou a florescer até ao período romano, quando o seu antigo porto, Císsamos, substitui Polirrénia como cidade mais importante da região. Durou até ao período bizantino.[carece de fontes?]
Atualmente o local está ocupado pela pequena vila de Palaicastro, também conhecida como Polirrínia, onde há vários vestígios do passado, como túmulos escavados na rocha, ruínas várias e uma acrópole. Há também um aqueduto construído no tempo do imperador romano Adriano (r. 117–138 d.C.). O sítio tem vindo a ser escavado sistematicamente desde 1986.[carece de fontes?]